# Elric Delord
Pour les articles homonymes, voir Delord.
Elric Delord, né le 17 février 1982 à Périgueux en France, est un entraîneur français de basket-ball.
Entraîneur assistant de l'ASVEL de 2013 à 2019, il est champion de France en 2016 et 2019 et vainqueur de la Coupe de France en 2019.
Il devient à l'intersaison 2019 entraîneur adjoint du Mans Sarthe Basket ; après l'éviction de Dounia Issa, il assure l'intérim avant d'être confirmé comme entraîneur principal le 17 décembre 2019.
Malgré son annonce de vouloir faire une pause dans sa carrière d'entraîneur à l'issue de la saison 2023-2024 (remplacé par Guillaume Vizade), il est nommé entraîneur de l'Élan sportif chalonnais, en première division, le 2 décembre 2024. Son nouveau contrat court jusqu'en 2027.